# Hippodrome de Kerret
L’hippodrome de Kerret se situe à Guerlesquin en Finistère. Il est ouvert au galop, au trot et à l'obstacle avec une piste de 1 000 m en herbe, avec corde à droite.
Il organise deux ou trois réunions par an. La Société des courses de Guerlesquin, créée en 1900, est présidée par Erwan Tilly qui a succédé à Jacques Tilly en 2007. En 1997 et 1998, l'hippodrome de Kerret fait l'objet d'importants travaux de restauration, notamment des tribunes. À cette occasion, la corde qui était à gauche passe à droite. 
La saison de courses a lieu en juillet, et attire de nombreux estivants,.